# Danielle De March-Ronco
Danielle de March-Ronco, także Danielle Colonna oraz Danielle de March-Waller (ur. 6 sierpnia 1939 w Lérouville) – francuska polityk, samorządowiec i publicystka, posłanka do Parlamentu Europejskiego I i II kadencji.

## Życiorys
Córka kamieniarza i działacza komunistycznego Serge’a oraz pracownicy biurowej. Od 1950 po rozwodzie rodziców mieszkała z matką w Tulonie. Po przerwaniu nauki w 1954 pracowała m.in. jako pomocnik księgowego i następnie jako mechanograf w organizacji URSSAF, dysponującej świadczeniami społecznymi. Działała w powiązanych z komunistami organizacjach, w tym Union des jeunes filles de France i Powszechnej Konfederacji Pracy.
Wstąpiła do Francuskiej Partii Komunistycznej. Od 1964 należała do jej sekretariatu, a od 1970 do 1996 do komitetu centralnego, przez prawie 30 lat była także sekretarzem PCF w departamencie Var. Kilkukrotnie kandydowała na zastępcę poselskiego. W 1979 i 1984 wybierano ją posłanką do Parlamentu Europejskiego, gdzie od 1979 do 1984 była wiceprzewodniczącą. Przystąpiła do Grupy Sojuszu Komunistycznego, należała m.in. do Komisji ds. Socjalnych i Zatrudnienia. Od 1975 do 1985 zasiadała w radzie departamentu Var, a od 1994 do 2001 w radzie regionu Prowansja-Alpy-Lazurowe Wybrzeże, w latach 80. i 90. należała też do rady miejskiej Tulonu. W 1981 komunści wysunęli jej kandydaturę na stanowisko ministra zdrowia, czemu jednak odmówiła. Od lat 90. opublikowała kilka książek.

## Życie prywatne
Od 1957 do 1975 żona Baptistina Colonny, miała z nim dziecko. W 1978 poślubiła dziennikarza Théo Ronco (zmarł na początku XXI wieku po dłuższej chorobie). W 2014 poślubiła Jean-Paula Wallera.